# Ancy-le-Franc
Ancy-le-Franc település Franciaországban, Yonne megyében. Lakosainak száma 837 fő (2022. január 1.). Ancy-le-Franc Gland, Ancy-le-Libre, Argenteuil-sur-Armançon, Chassignelles, Fulvy, Pacy-sur-Armançon és Villiers-les-Hauts községekkel határos.

## Népesség
A település népességének változása:
| Lakosok száma | 958  | 938  | 954  | 908  | 880  | 853  | 843  | 839  | 837  |
|               | 2013 | 2015 | 2016 | 2017 | 2018 | 2019 | 2020 | 2021 | 2022 |